# Ksar Sbahi
Ksar Sbahi (în arabă قصر الصباحى) este o comună din provincia Oum El Bouaghi, Algeria.
Populația comunei este de 11.833 de locuitori (2008).